# テンポイント
テンポイント（1973年4月19日 - 1978年3月5日）は、日本中央競馬会に登録されていた競走馬。
1975年8月に競走馬として中央競馬でデビュー。西のクラシック候補として注目を浴び、額の流星と栗毛の馬体の美しさから「流星の貴公子」と呼ばれた。現役時代は鹿戸明を主戦騎手とし、1976年に出走したクラシックでは無冠に終わったが、翌1977年に天皇賞（春）と有馬記念（第22回有馬記念）に優勝。後者のレースではトウショウボーイと繰り広げたマッチレースは競馬史に残る名勝負のひとつとされている。1978年には海外遠征を予定していたが、その壮行レースとして出走した日本経済新春杯（第25回日本経済新春杯）のレース中に骨折し、43日間におよぶ治療の末、死亡した。
1975年度優駿賞最優秀3歳牡馬、1977年度年度代表馬および最優秀5歳以上牡馬。1990年に中央競馬の顕彰馬に選出。
※馬齢は旧表記に統一する。

## 生涯

### 誕生・デビュー前
テンポイントは1973年4月、北海道早来町の吉田牧場で生まれた。父のコントライトは吉田牧場が日本へ輸入された。シンジケートを組んだ種牡馬で、母のワカクモは桜花賞優勝馬であった。吉田牧場の吉田重雄は、この交配には「当時海のものとも山のものともわからないコントライトという種馬を、僕が中心になりシンジケートをつくって入れたんでこれを成功させなくちゃならない。そのためには、いい肌馬を当てて、いい子馬を生んでもらわなくては」という思惑があったと述べている。吉田牧場の吉田晴雄によると、生まれたばかりのテンポイントはどっしりとして「文句なしの特級」といえる体つきをしていた。
吉田重雄によると、幼少期のテンポイントは生まれたときから素直で頭のいい馬だったといい「同期生は17、18頭いたけど、あの馬は特に利口な馬でしたね」、「人間に合わせるというか、人に逆らってまで自我を張り通す馬ではなかった」と振り返っている。一方で、常にワカクモに付いて回る甘え性でもあった。幼少期のテンポイントには栄養補給のため牛乳（脱脂粉乳）が与えられた。テンポイントはこれを好んで飲み、後に1978年の闘病中には吉田牧場の勧めで毎日1リットル牛乳が与えられた。身体面では追い運動をさせた時の走りが非常に速かった反面ひ弱さを抱え、発育が悪く運動量が控えられたことや、前脚の膝の骨を痛めるなどあまり丈夫ではなかった。
テンポイントは吉田重雄が電話で購入を勧めた馬主の高田久成によって1500万円で購入された。また、栗東トレーニングセンターに厩舎を構える調教師の小川佐助が管理することとなった。小川は高田に購入される前に吉田牧場で見たテンポイントについて、身体全体がバネ仕掛けで動くような動きをしていたと述べている。

### 競走生活

#### 3歳時（1975年）
テンポイントは1975年3月に小川厩舎に入厩した。8月17日に函館競馬場で行われる新馬戦でデビューすることが決まると、鞍上は小川が騎乗を直接指名した鹿戸明が務めることとなった。3日前に行われた調教で優れた動きを見せたことが評価され、当日は50%近い単勝支持率を集め、単勝オッズ1.6倍の1番人気に支持された。レースでは好スタートから序盤で先頭に立つとそのまま逃げ2着馬に10馬身の着差をつけてゴールし、優勝した。走破タイムは函館競馬場芝1000mのコースレコードを0.5秒更新するものであった。ただし、鹿戸は調教での走りから「『これくらいは走る』と、決して驚きませんでした」と回顧している。この時のレース内容からテンポイントは「クラシック候補」という評価を受けるようになった。
新馬戦の後、調教師の小川は年内の出走予定を2回と決めた。2戦目には当初10月の条件戦りんどう特別が予定されたが、発熱したため11月の条件戦であるもみじ賞に変更となった。もみじ賞でテンポイントは2着馬に9馬身の着差をつけて優勝した。
続いて当時の関西の3歳王者決定戦・阪神3歳ステークスに出走。テンポイントは単勝支持率が50%を超える1番人気に支持された。レースでは第3コーナーを過ぎたあたりからハミがかからず3番手から6番手まで後退し、勝利が危ぶまれる場面もあったが、第4コーナーで前方への進出を開始。直線の半ばで先頭に立つとそのまま他の馬を引き離し、2着馬に7馬身差を付けて優勝した。走破タイムは同じ日に行われた古馬のオープン競走よりも速いものであった。阪神3歳ステークスを優勝したことで、テンポイントは名実ともに関西のクラシック候補として認識されるようになった。
テンポイントは3戦3勝で1975年のシーズンを終え、この年の優駿賞最優秀3歳牡馬に選出された。同賞の投票候補はテンポイントと朝日杯3歳ステークスを勝ったボールドシンボリの2頭に絞られ、86名中テンポイントに65票、ボールドシンボリに18票と票数の4分の3を占めての選出だった。

#### 4歳時（1976年）
年が明けた1976年、調教師の小川は東京優駿（日本ダービー）に備え早めに東京競馬場のコースを経験させるためにテンポイントを東京競馬場で行われる東京4歳ステークスに出走させ、その後中山競馬場に滞在して皐月賞に臨む計画を立てた。テンポイントの管理や調教は主戦騎手の鹿戸明と厩務員の山田に任されることになった。また、高田は東京4歳ステークスの直前に、5歳になったら海外遠征を行うことを決定し、これについて競馬関係者からもテンポイントの海外遠征を薦める声が多く出た。
1976年の初戦となった東京4歳ステークスでは直線の坂を登った地点で先頭に立ち優勝したが、それまでと異なり2着のクライムカイザーとは半馬身差の接戦となった。続く皐月賞トライアルのスプリングステークスでも優勝したが2着馬とはクビ差の接戦であった。これでテンポイントはクラシックの本命馬と目されるようになったが、この結果を受けて関東の競馬関係者からは「テンポイントは怪物ではない」という声が上がるようになり、スプリングステークスの1週間前に行われたれんげ賞ではトウショウボーイが2着に5馬身差をつけてデビューから3連勝を記録していたため、「これならトウショウボーイのほうが強い」という声も多くなっていった。鹿戸によるとスプリングステークスでのテンポイントは体重を十分に絞り切れておらず、鹿戸と山田は調教の様子を見に来た小川から「背肉がつきすぎでちょっと太いな」と叱責を受けた。
関東では苦戦が続いたものの、5戦5勝という成績でクラシック初戦の皐月賞に臨むことになり、テンポイントとトウショウボーイが初めて顔を合わせるということで「TT決戦」として注目を集めた。しかし、厩務員の労働組合による春闘の影響でテンポイントの調整に狂いが生じた。この年の春闘はベースアップを巡り労働組合側と日本調教師会が激しく対立し、厩務員側のストライキによって皐月賞施行予定日の4月18日の競馬開催が中止となる可能性が出た。テンポイント陣営はストライキは行われないと予想しレース施行予定日の3日前に強い負荷をかける調教を行ったが、予想に反してストライキが行われ、皐月賞の施行は1週間後25日に順延された。その後組合と調教師会の団体交渉は長期化し、25日の開催も危ぶまれるようになった。陣営は今度は再度順延になると予想した上で24日に強い負荷をかける調教を行ったが、調教を行った数時間後にクラシックだけは開催することで合意が形成され、再び予想が裏目に出る結果となった。これらの調整の狂いによってテンポイントには疲労が蓄積し、苛立ちを見せるようになった。その結果レースでは1番人気に支持されたものの、トウショウボーイに5馬身差をつけられ2着に敗れた。
次走は年初から目標としていた東京優駿となった。テンポイントは2番人気に支持されたものの、レースでは第3コーナーから思うように加速することができず、さらにレース中に落鉄していたことも響いて7着に敗れた。レース後に左前脚の剥離骨折が判明し、治療のため休養に入った。厩務員の山田によると、この時のテンポイントは競走生活においてもっとも体調が悪かったといい、レース前の追い切りでも精彩を欠いていたため、勝つこと自体を「すっかり諦めて、かえって気楽でした」と回顧している。なお、5月9日に主戦騎手の鹿戸明が京都競馬場でのレース中に落馬して骨盤を骨折、全治2か月と診断されて騎乗が不可能となったため、東京優駿では武邦彦が騎乗した。鹿戸がテンポイントに騎乗しなかったのはこのレースだけである。
骨折は程度は軽く7月頃には治り、陣営はクラシック最終戦・菊花賞へ向けて調整を続けたが、復帰初戦には菊花賞トライアルの神戸新聞杯と京都新聞杯ではなく、その前週に開催の古馬との対決となる京都大賞典が選ばれた。テンポイントの調整は小川がレース前に「やっと出走にこぎつけた」とコメントしたように万全ではなく、人気は6番人気と低かったが優勝馬と0.1秒差の3着に健闘した。菊花賞では単枠指定されたトウショウボーイとクライムカイザーに次ぐ3番人気に支持された。このレースで鹿戸はトウショウボーイをマークする形でレースを進め、最後の直線でトウショウボーイを交わして先頭に立った。トウショウボーイは競走前夜の雨により濡れた馬場に苦しんでいたことでそのまま先着したが、テンポイントは外にふくらむ悪癖が出てしまい、そこに内ラチ沿いを伸びてきた12番人気のグリーングラスに交わされ、2馬身半差の2着に終わった。当時グリーングラスの勝利はフロック視されており、グリーングラスが勝利した瞬間の京都競馬場は「大レースが終わると必ず同時に湧き上がる喚声もなく、奇妙な静けさすら漂っていた」が、のちに同馬はTTGの一角を形成する実力馬とみなされるようになった。
菊花賞の後、陣営は有馬記念への出走を決めた。レースでテンポイントは5、6番手を進んだが第3コーナーから第4コーナーにかけて馬群の中で前方へ進出するための進路を失い、一度加速を緩め外へ進路をとった後に再度加速したものの直線で先頭に立ったトウショウボーイとの差は詰まらず、1馬身半差の2着に敗れた。
この年は年度代表馬にトウショウボーイが選出されたが、テンポイントは一つのタイトルも取れないまま当年を終えた。

#### 5歳時（1977年）
菊花賞、有馬記念と続けて2着に敗れたテンポイントは一部から「悲運の貴公子」と呼ばれるようになった。陣営は天皇賞（春）優勝を目標に据え、同レースの前に2回出走させる予定を立てた。
テンポイントは京都記念（春）を59kg、鳴尾記念を61kgの斤量を背負いながらもともに着差はクビ差ながら連勝し、天皇賞（春）では1番人気に支持された。レースでは序盤は5、6番手でレースを進め、第4コーナーで先頭に立つとグリーングラス、ホクトボーイ、クラウンピラードらの猛追を退けてそのままゴールし、初の八大競走制覇を果たした。前年の有馬記念のレース後、鹿戸は「なにかひとつ、テンポイントに大きなレースを勝たせてやりたかった。それが心残りだ。しかし、来年になれば、きっと……」とコメントしたが、この言葉は現実のものとなった。
天皇賞（春）優勝後、陣営は宝塚記念への出走を決めた。同レースには持病の深管骨瘤で天皇賞（春）に出走しなかったトウショウボーイも出走を決めていた。トウショウボーイは前年の有馬記念以来5か月のブランクがあり調教の動きが思わしくなく、厩務員の長沼昭二が「気合いが全然足りない」とコメントしていたことから人気を落とし、テンポイントが1番人気に支持された。しかしレースでは逃げたトウショウボーイを2番手から追走したものの最後まで交わすことができず、2着に敗れた。トウショウボーイがラスト1000メートルで記録した走破タイム57秒6は、当時の芝1000メートルの日本レコードよりも早かった。トウショウボーイに騎乗した武邦彦は、「出走頭数が少なくハイレベルの馬が2、3頭に絞られたレースでは先に行った方が有利」という鉄則に従った騎乗をしたと、鹿戸は「相手をトウショウボーイだけに絞りきれなかった。ずっと後ろの馬がいつ来るか警戒していて、トウショウボーイに逃げきられてしまった」、「ぼくのミスです」とそれぞれこのレースを振り返っている。この敗戦により「テンポイントは永久にトウショウボーイには勝てないだろう」 という声が上がるようになった。
宝塚記念出走後、テンポイントはアメリカで行われるワシントンD.C.インターナショナルへの招待を受けたが陣営はトウショウボーイを倒して日本一の競走馬になるべく、招待を辞退して年末の有馬記念を目標とした。小川と鹿戸は調教時に鞍に5kgの鉛をつけ、それまでよりも強い負荷のかかる方法で鍛錬を行うようになった。この期間は時に80kgを背負って調教を行っていたこともあり、厩務員の山田によるとこれが功を奏し、9月に入ってテンポイントの馬体重は20kg以上増え、500kg近い筋骨隆々の馬体になった。これによりトウショウボーイに劣る部分がなくなり、「これなら勝てる」という感触を得たと山田は振り返っている。また、陣営はトウショウボーイに勝つために逃げる戦法でレースに臨むことを決定した。
夏期休養後の京都大賞典では63kgの斤量を背負いながら2着に8馬身の差をつけて逃げきり勝ちを収めた。馬主の高田は、後にこの京都大賞典での勝ちっぷりを見て以前からの夢だった海外遠征を実行するときが来たと判断したという。続くオープン戦（東京芝1800メートル）も逃げ切って優勝した。
迎えた第22回有馬記念ではテンポイントとトウショウボーイの一騎打ちとみられ、テンポイントはファン投票において1位の支持を集め、単勝オッズでも1番人気に支持された。レース前、小川は鹿戸からどのように騎乗するか尋ねられると、「勝てるよ」と言い、高田に対しても「私の競馬人生の中で、これほど充実した馬を見たのは初めてです。相手がどんな戦法を取ろうとも、今のこの馬なら100%負けることはありませんよ」と自信を持って語った。レースではスタート直後からテンポイントとトウショウボーイが3番手につけたグリーングラス以下の後続を大きく引き離し、マッチレースのような展開でレースを進めた。鹿戸は宝塚記念の敗北を踏まえて「少しでも前に行かなければ勝てない」という考えに至っていたが、スタート直後に先頭に立ったトウショウボーイを交わそうとレースを進めるうちに引くに引けない展開にはまり込み、途中で鹿戸は「これで負けたら騎手をやめなけりゃいかんな」と覚悟を決めた。抜きつ抜かれつの展開は最後の直線まで続き、激しい競り合いの末テンポイントが優勝。トウショウボーイと対戦したレースで初めて優勝を果たした。このレースは中央競馬史上最高の名勝負のひとつとされている。レース前にはスピリットスワプス陣営が逃げ宣言をしていたもののテンポイントとトウショウボーイは一度も他馬に先頭を譲らなかった。なお、3着にグリーングラスが入ったことについて鹿戸は「『ああ、怖いレースをしたんだな』と思った」と回顧し、武邦彦は記者からこのことを聞かされると「3着?グリーングラス?来てたの。知らなかったよ」と答えた（レースに関する詳細については第22回有馬記念を参照）。
この年、テンポイントは1956年のメイヂヒカリ以来史上2頭目の満票で年度代表馬に選出された。

#### 6歳時（1978年）
年が明け、テンポイント陣営は海外遠征を行うと発表。2月に遠征における本拠地であるイギリスへ向けて出発することになった。
発表後、関西圏のファンから遠征の前にテンポイントの姿を見たいという要望が馬主の高田や調教師の小川に多数寄せられるようになった。これを受けて小川は壮行レースとして1月22日の日本経済新春杯に出走させることを主張した。高田は重い斤量を課されることへの懸念から内心出走させたくなかったものの判断を小川に委ねた。小川は67kg以上のハンデキャップを課された場合出走を取り消す予定であったが、発表された斤量は66.5kgであったため出走を決定した。一方、馬主の高田、主戦騎手の鹿戸、吉田牧場の吉田重雄は66.5kgの斤量に懸念を抱いたが、小川は高田に対して「たとえ70キロのハンデでも大丈夫です」と語った。
レースでは向こう正面半ばまで先頭を進み、そこからエリモジョージやビクトリアシチーに競りかけられたものの斤量を苦にしている様子はなく、鹿戸は「勝てる」と感じていた。しかし、第4コーナーに差し掛かったところで左後肢を骨折し競走を中止した。骨折の瞬間、鹿戸は「後ろから引っぱられて沈みこむよう」な感覚に襲われたという。またビクトリアシチーに騎乗していた福永洋一は、「骨折したとき、ボキッという音を聞いた」という。（レースの詳細については第25回日本経済新春杯を参照）
骨折の程度は折れた骨（第3中足骨）が皮膚から突き出す（開放骨折）という重度のもので、鮮血が噴出していた。日本中央競馬会の獣医師は安楽死を勧めたが、高田が了承するのを1日保留している間に同会にはテンポイントの助命を嘆願する電話が数千件寄せられ、電話回線がパンクする寸前になった。また高田と小川には「なんとかテンポイントを種牡馬にしたい」という願いがあり、これを受けて同会は成功の確率を数%と認識しつつテンポイントの手術を行うことを決定した。
テンポイントの骨折は大きく報道され、一般紙でも1月23日付の朝日新聞の朝刊が三面トップ6段抜きで扱った。テンポイントの闘病中もスポーツ新聞では症状が詳細に報じられ、連日厩舎にはファンから千羽鶴や人参などが届けられた。

### 手術と治療経過
日本中央競馬会はテンポイントの手術と治療のために33名の獣医師からなる医師団を結成し、日経新春杯翌日の1月23日に手術を行った。手術の内容はテンポイントに麻酔をかけて左後脚を切開し、特殊合金製のボルトを使って折れた骨を繋ぎ合わせた後でジュラルミン製のギプスで固定するという内容のもので、2時間を要するものだった。骨折から9日後には「ヒエーッ、ヒエーッ」と腹をよじるような奇声を発し、翌日には褥瘡の兆候が出始め、熱も上り呼吸も乱れたが、テンポイントはこれに精神力で耐えた。手術は一応成功したと思われ、2月12日に医師団は「もう命は大丈夫。生きる見通しが強くなった」と発言し、一時期には体温も心拍数も安定していると報道された。この時小川は「片脚はいくらかいびつになるだろうから競走馬としては無理だが、種牡馬への道は開けるかもしれませんね」と発言した。しかし実際にはテンポイントが体重をかけた際にボルトが曲がり、折れた骨がずれたままギプスで固定されてしまっていた。
2月13日に患部が腐敗して骨が露出しているのが確認された。同月下旬には右後脚に蹄葉炎を発症して鼻血を出すようになり、さらに食欲も減退、全身はやせ衰えて目にも光がなくなり、症状は悪化の一途をたどった。3月2日には右後肢の蹄底部の角質が遊離し、診療所の管理課長は「病状はかなり悪化している。2、3日のうちに結論が出るだろうが8分通り絶望」と発言した。3日には事実上治療が断念され、医師団はそれまで行われていた馬体を吊り上げて脚に体重がかからないようにする措置を中止し、テンポイントを横たわらせた。4日には山田幸守をはじめとした6人の厩務員が徹夜で看病した。
3月5日、午前8時40分、テンポイントは蹄葉炎により死亡した。安楽死は最後まで行われず自然死であり、死因は「全身衰弱による心不全」と発表された。当日は青草やリンゴを食べていたが、テンポイントは突然前脚と後ろ脚に痙攣を起こして寝藁の中に沈み込むように倒れて亡くなった。骨折前に500kg近くあった馬体重は死亡時には400kgとも380kgとも350kgとも300kgあるかないかとも300kgを切るとも推測されるまでに減少し、馬主の高田が大きな犬と思うほどに痩せ衰えた。一緒に寝藁に横たわっていた厩務員の山田はテンポイントが前後の脚の痙攣を起こした際に「テンポイント!」と大声で叫び続けて体を叩いたが、テンポイントは全身を伸ばしながら体は冷たくなっていき、息を引き取った直後にはテンポイントの首に抱き着いて号泣した。最期を看取った鹿戸は、テンポイントが死亡した瞬間無言でその場に座り込んだ。
テンポイントの死を受けて高田は、「助けてほしいという私のひとことが、かえってテンポイントを苦しめる結果になったように思えて辛い。覚悟していたが死を知らされて、大きなショックと申し訳なさで何と言っていいか」と語った。また武田文吾は、「テンポイントを43日間も苦しめたのはかわいそうだったが、医学のためにも無駄ではなかった」と語った。
テンポイントの死はNHKが昼のニュース番組でトップニュースとして報道し、この日は日曜日だったため当日のフジテレビの競馬中継では阪神競馬場のスタジオ（関西テレビ）と結んで、杉本清と志摩直人が画面に登場、テンポイントの死亡について語るコーナーを設けるなど、マスコミでも大きく報じられた。フランスのAFP電も動物愛物語として、テンポイントの骨折から死までの経過を全世界に打電した。横尾一彦によると、翌日のスポーツ各紙は「（馬名の由来となった）10ポイント活字とは比べ物にならぬ大きな文字で」テンポイントの死を悼んだ。

### 死後

#### 葬儀・埋葬
3月7日、栗東トレーニングセンターでテンポイントの葬儀が営まれた。調教師の小川は自らの手でテンポイントを火葬しようと考えたが、滋賀県の条例で競走馬の死体を焼却することが禁止されていたため、テンポイントは冷凍されて北海道へ移送され、吉田牧場に土葬された。吉田重雄の頼みで獣医師が装着されたままになっていた左後脚のギプスを外すと異臭が立ち込め、「飛節から下の部分がグニャグニャに腐っていた」という。
3月10日に吉田牧場でもテンポイントの葬儀が営まれ、競馬関係者やファンなど約400人が参列した。2つの葬儀は競走馬として日本初、人間以外では1935年の忠犬ハチ公以来2例目のものとされる。葬式の途中からは母のワカクモ、全弟の皇若（後のキングスポイントの幼名）も姿を見せ、2頭にも見送られた。吉田牧場の敷地内には馬主の高田が建立したテンポイントの墓があり、多くのファンが献花に訪れている。その周りには父のコントライトや近親馬の墓がある。

#### テンポイントの死を扱った作品の発表
競馬に造詣の深かった作家寺山修司は『さらば、テンポイント』という詩を記してその死を悼んだ。
テンポイントの死によって趣旨が変更されて発表された作品もある。テンポイントが日本経済新春杯に出走する2日前、詩人の志摩直人は自らの詩を添えたテンポイントの写真集を出版する企画を立てていた。テンポイントの死を受けて企画は追悼写真集に変更され、『テンポイント 栄光の記録』というタイトルで発売された。また、関西テレビはテンポイントの海外遠征が決定を受けて、遠征の様子を追いかけるドキュメンタリー番組の制作を決定していた。しかし日本経済新春杯の事故で番組の内容は闘病生活の様子を伝えるものに変更された。制作されたドキュメンタリー（『風花の中に散った流星 名馬テンポイント』）は1978年5月に放送され、後にビデオ化（『もし朝が来たら - テンポイント物語』）された。

#### 死の影響
テンポイントの骨折、闘病、死は日本の競馬界に多くの問題を提起した。具体的には安楽死の是非、厳冬期に競馬を施行することの是非、重い斤量を課すことの是非などである。テンポイントを安楽死させなかったことは馬主の高田夫妻が「生あるものを安楽死させることは忍びない」と考えたからであったが、「結果はテンポイントを苦しくさせただけではなかったか」という批判も起こった。テンポイントの骨折事故を受けて、日本中央競馬会ではハンデキャップ競走等の負担重量について再検討がなされ、過度に重い斤量を課す風潮が改められた。テンポイントの死後日経新春杯の際に実況アナウンサーがスタート時に「今年も全人馬無事を祈って。」と言うのが恒例になっいる。

#### 顕彰馬に選出
テンポイントは1990年に顕彰馬に選定された。顕彰馬選考委員会のメンバーの一人だった大川慶次郎によると、選出の理由は、数字には出てこない部分で日本の競馬に大きな貢献があったというものであるという。1984年に初めて顕彰馬が選定された際には種牡馬実績がなく、競走実績だけをみれば他にも選ばれる馬がいるという理由で選に漏れたが、発表後テンポイントが含まれていないことについて多くの抗議が寄せられた。顕彰馬選考委員会のメンバーの一人だった石川喬司によると、「なぜあの馬が入っていないんだ」という趣旨の抗議の中で最も多かったのはテンポイントについてのものであったという。

## 競走成績
| 年月日 | 年月日 | 年月日 | 競馬場 | 競走名               | 頭 数 | 枠 番 | 馬 番 | 人気 | 着順 | 距離          | タイム | 騎手   | 着差 | 勝ち馬 / （2着馬）     |
| ------ | ------ | ------ | ------ | -------------------- | ----- | ----- | ----- | ---- | ---- | ------------- | ------ | ------ | ---- | ---------------------- |
| 1975   | 8.     | 17     | 函館   | 3歳新馬              | 9     | 8     | 8     | 1人  | 1着  | 芝1000m（良） | R 58.8 | 鹿戸明 | -1.6 | （グランドヤマトシ）   |
|        | 11.    | 9      | 京都   | もみじ賞             | 14    | 6     | 10    | 1人  | 1着  | 芝1400m（稍） | 1.25.4 | 鹿戸明 | -1.5 | （タカミオーラ）       |
|        | 12.    | 7      | 阪神   | 阪神3歳ステークス    | 11    | 6     | 6     | 1人  | 1着  | 芝1600m（不） | 1.37.1 | 鹿戸明 | -1.1 | （ゴールデンタテヤマ） |
| 1976   | 2.     | 15     | 東京   | 東京4歳ステークス    | 6     | 2     | 2     | 1人  | 1着  | 芝1800m（良） | 1.49.6 | 鹿戸明 | -0.1 | （クライムカイザー）   |
|        | 3.     | 28     | 中山   | スプリングステークス | 6     | 1     | 1     | 1人  | 1着  | 芝1800m（稍） | 1.52.4 | 鹿戸明 | -0.1 | （メジロサガミ）       |
|        | 4.     | 25     | 東京   | 皐月賞               | 15    | 7     | 12    | 1人  | 2着  | 芝2000m（良） | 2.02.4 | 鹿戸明 | 0.8  | トウショウボーイ       |
|        | 5.     | 30     | 東京   | 東京優駿             | 27    | 2     | 5     | 2人  | 7着  | 芝2400m（良） | 2.29.6 | 武邦彦 | 2.0  | クライムカイザー       |
|        | 10.    | 17     | 京都   | 京都大賞典           | 14    | 5     | 7     | 6人  | 3着  | 芝2400m（良） | 2.27.4 | 鹿戸明 | 0.1  | パッシングベンチャ     |
|        | 11.    | 14     | 京都   | 菊花賞               | 21    | 6     | 13    | 3人  | 2着  | 芝3000m（重） | 3.10.3 | 鹿戸明 | 0.4  | グリーングラス         |
|        | 12.    | 19     | 中山   | 有馬記念             | 14    | 7     | 12    | 3人  | 2着  | 芝2500m（良） | 2.34.2 | 鹿戸明 | 0.2  | トウショウボーイ       |
| 1977   | 2.     | 13     | 京都   | 京都記念（春）       | 13    | 2     | 2     | 1人  | 1着  | 芝2400m（重） | 2.27.2 | 鹿戸明 | -0.1 | （ホシバージ）         |
|        | 3.     | 27     | 阪神   | 鳴尾記念             | 9     | 3     | 3     | 1人  | 1着  | 芝2400m（重） | 2.32.6 | 鹿戸明 | -0.1 | （ケイシュウフオード） |
|        | 4.     | 29     | 京都   | 天皇賞（春）         | 14    | 6     | 10    | 1人  | 1着  | 芝3200m（稍） | 3.21.7 | 鹿戸明 | -0.1 | （クラウンピラード）   |
|        | 6.     | 5      | 阪神   | 宝塚記念             | 6     | 3     | 3     | 1人  | 2着  | 芝2200m（良） | 2.13.1 | 鹿戸明 | 0.1  | トウショウボーイ       |
|        | 10.    | 16     | 京都   | 京都大賞典           | 9     | 1     | 1     | 1人  | 1着  | 芝2400m（良） | 2.27.9 | 鹿戸明 | -1.3 | （サイコームサシ）     |
|        | 11.    | 12     | 東京   | オープン             | 5     | 1     | 1     | 1人  | 1着  | 芝1800m（良） | 1.47.5 | 鹿戸明 | -0.3 | （ロングホーク）       |
|        | 12.    | 18     | 中山   | 有馬記念             | 8     | 3     | 3     | 1人  | 1着  | 芝2500m（良） | 2.35.4 | 鹿戸明 | -0.1 | （トウショウボーイ）   |
| 1978   | 1.     | 22     | 京都   | 日本経済新春杯       | 9     | 1     | 1     | 1人  | 中止 | 芝2400m（良） | -      | 鹿戸明 | -    | ジンクエイト           |

- 出典：冨田昭『テンポイント秘話』、「テンポイント全成績」（204頁）、「テンポイント関連レース全成績」（206-225頁）
- タイム欄のRはレコード勝ちを示す。
- 着差は「秒」表記。
- 太字の競走は八大競走。

## 特徴・評価

### 身体面に関する特徴・評価
テンポイントは額から真っ直ぐに伸びた流星と美しい栗毛の馬体を持つことで知られる。テンポイントの栗毛は日光を浴びると特に美しさを増し、「日の光に煌めいて黄金色に見える」といわれた。競馬関係者の中にもテンポイントの馬体の美しさを評価する声は多い。厩務員の山田はテンポイントの流星が常に見えるように決してメンコを装着させなかった。
体力面では若い頃は華奢で脆弱な面があり、デビュー前はしばしば腹痛や発熱を発症し、デビュー後もレースに出走すると1週間ほど食欲が落ちてなかなか疲労が取れなかった。しかしデビュー後徐々に逞しさを増し、デビュー戦で456kgだった馬体重は第22回有馬記念出走時には498kgに増加した。
テンポイントの一番の長所について、吉田牧場の吉田晴雄は心肺機能の高さであるとしている。主戦騎手の鹿戸は背中が柔らかかったことと皮膚が非常に薄かったことを挙げており、また体重以上に大きく見せる走り方をする馬だったと述べている。

### 知能・精神面に関する特徴・評価
吉田牧場の関係者と調教師の小川、厩務員の山田は、テンポイントの利口さを指摘している。気性面では普段は大人しい気性をしており、パドックでも落ち着いていたが、レースになると強い闘争心を発揮した。鹿戸によると高田、小川、山田が青草を持って行ったときは本当に大人しかったというものの、自分が行くと「ガーッと噛んできよった」といい、調教においても自分がスタンドから降りてくる姿を見ると「サーッと向こうへ逃げちゃったもんね」と述べている。また日経新春杯で骨折しながらも4コーナーを過ぎて直線にかかるまで止まらなかったことについて、テンポイントは後ろからくる馬に抜かれると走らずにいられなかったという激しい闘争心を持っていたからだと述べている。ターザン山本によると、テンポイントの気性について新聞に「暴君のような激しい馬だった」と書かれてあったことがあるという。
鹿戸によると、テンポイントはレース終盤に苦しくなるとよれてまっすぐに走れなくなる癖があった。これはテンポイントが脚に慢性的な骨膜炎を抱えていたことが原因だった。

### レースぶりに関する特徴・評価
テンポイントはスタートが得意で、一度も出遅れたことがなかった。鹿戸によるとテンポイントは反射神経が抜群に良く、たとえ発馬機内で横を向いていてもゲートが開くとすぐに反応してスタートすることができたという。新馬戦でテンポイントの隣のゲートに入ったグレートリボに騎乗していた清水英次は「スタートしてからあっという間に、僕の前からいなくなってしまった」と述べている。一方で前述のようにレース中第3コーナーから第4コーナーにかけて後退する癖があったが、厩務員の山田によるとこれはテンポイントの走る時の完歩が大きかったため、レース終盤にペースが速くなると追走しにくくなるからだと述べている。鹿戸はテンポイントの乗り味について、「あらゆる意味でクセのない乗りやすい馬だった。スタート、道中の折り合い、しまいもいいし、気の悪さを出したり馬ゴミを嫌ったりするようなこともない。物凄く素直な馬だった」と述べている。馬主の高田は京都大賞典での勝ちっぷりを見て海外遠征を行うことを決めた理由として、63kgの斤量を背負いながらも完歩数が変わらなかったことを挙げている。
主戦騎手の鹿戸明とトウショウボーイの管理調教師の保田隆芳はともに、テンポイントの競走馬としての最大の特徴はレースで見せる勝負強さ、闘争心にあったと指摘している。武邦彦はテンポイントの長所として粘り強さを挙げ、「"しんどいなあ、苦しいなあ"というところから、猛烈に来るんですよ。粘り強さは天下一品、しつこい馬でした。爆発力はトウショウボーイ、粘っこさはテンポイントといったところでしょうか」と述べている。

### 人気
テンポイントの人気は高く、天皇賞（春）を優勝し初めて八大競走に勝った時には観客席から手拍子と口笛が鳴った。これはそれまでの中央競馬にはなかった現象であった。朝日新聞のコラム『天声人語』は、「馬の名で浮かぶ時代がある」とした上で、「高度成長が終わる70年代」を象徴する競走馬として、第一次競馬ブームの立役者となったハイセイコーとともにテンポイントを挙げている。
鹿戸によるとお守りだけで大きなダンボール3箱分届いたといい、手紙についても小学校や中学校のクラス単位やクラブ単位からも多く届き、他にも「いつまでも勝てない女子ソフトボール部です」といって一人ずつコメントが入ったカセットテープが届いたという。前述のように第22回有馬記念優勝後や日本経済新春杯で骨折した際にはそれぞれ関西のレースでテンポイントの姿を見たいという要望と助命嘆願が関係者のもとに数多く寄せられた。闘病中のテンポイントに届けられた千羽鶴は5万羽にのぼった。馬主の高田によると、病床にいる子供たちからも手紙が届き、「闘病生活のテンポイントの話を聞くと、この馬がこれだけ頑張っているのなら、私もここで頑張らなければという勇気が湧いてくる。だから、なんとしても、この馬を生かしてほしい」という痛切な訴えがあったという。
レースにおける人気をみると、テンポイントは出走した18レースのうち14レースで単勝式馬券の1番人気に支持された。1977年の天皇賞（春）では単枠指定制度の適用を受けている。

### 投票における評価
競馬ファンからは、1980年に日本中央競馬会がカレンダーを製作するにあたり実施した“アイドルホース”の投票で第1位に選ばれた。また、2000年に実施された「20世紀の名馬大投票」では第14位、2010年に実施された「未来に語り継ぎたい不滅の名馬たち」では第13位、2015年・2024年にそれぞれ実施された「未来に語り継ぎたい名馬BEST100」では、2015年は第14位、2024年は第22位に選出されている。2015年の「未来に語り継ぎたい名馬BEST100」にランクインした各馬のベストレースの投票においては、テンポイントは第22回有馬記念が投票率83.6%で第1位、以下1977年の天皇賞（春）が11.8%、1975年の阪神三歳ステークスが2.4%という結果となっている。
競馬関係者からは、雑誌『Sports Graphic Number』（1999年10月号）が競馬関係者を対象に行った「ホースメンが選ぶ20世紀最強馬」で第7位に（第1位はシンザン）、競馬関係者に著名人を含めたアンケートでは雑誌『優駿（増刊号TURF）』が1991年に行ったアンケートの「最強馬部門」で第8位（第1位はシンボリルドルフ）、「思い出の馬部門」で第1位に選出されている。2004年に「優駿」が行った特集「THE GREATEST 記憶に残る名馬たち」の第1弾「年代別代表馬BEST10」において、テンポイントは1970年代部門の第1位に選ばれている。

### 競走馬名および愛称・呼称
馬名の由来は、当時新聞の本文活字が8ポイントであったことから、10ポイントの活字で報道されるような馬になって欲しいという願いを込めてと名付けられたものである。当初はボクシングのテンカウントが由来だと誤解されていた。
テンポイントは前述の額の流星と美しい栗毛の馬体から「流星の貴公子」の愛称で呼ばれた。また祖母のクモワカが馬伝染性貧血と診断され殺処分されかけたことから「亡霊の孫」と呼ばれることもあった。

## エピソード

### トウショウボーイとの対戦
テンポイントはトウショウボーイと6回にわたって対戦し、両馬は競馬ファンおよび競馬関係者によって互いの好敵手であると見なされた。テンポイントの関係者はトウショウボーイのデビュー戦を見てすでにその能力の高さを認識していた。テンポイントはトウショウボーイとの対戦成績が悪く（通算6回の対戦で2勝4敗）、最後の対戦となった第22回有馬記念までトウショウボーイが出走したレースで1着になったことがなかった。小川と主戦騎手の鹿戸はトウショウボーイを負かすことを強く意識し、前述のように第18回宝塚記念で敗れた後は調教時に鞍に5kgの鉛をつけ、それまでよりも強い負荷のかかる方法で鍛錬を行い、テンポイントを筋骨隆々の馬体に仕上げた。一方、トウショウボーイの管理調教師であった保田隆芳も、引退が決まったトウショウボーイにテンポイントを負かして花道を飾らせたいと第22回有馬記念出走を決定した。保田は、菊花賞でテンポイントに風格が備わったのを感じて以来テンポイントに対し「敵はこれだな」という「本当のライバル意識」を持つようになり、2回目の有馬記念では相手にテンポイントしか浮かばなくなっていたと振り返っている。
騎手の起用について2頭の陣営は対照的であった。トウショウボーイ陣営が4歳時に東京優駿・札幌記念と連敗した後、それまで同馬に騎乗していた池上昌弘を降板させてトップジョッキーの福永洋一や武邦彦を起用したのに対し、テンポイント陣営はテンポイントが敗戦を繰り返した時期にも鹿戸明を降板させることはなく、鹿戸は骨折で騎乗できなかった東京優駿以外のすべてのレースで騎乗した。鹿戸はテンポイントの主戦騎手を勤めたおかげで名前が売れてジョッキーとして一人前になったとし、「僕をずっと乗せてくれた小川先生と高田オーナーには頭が上がりませんね」と述べている。
トウショウボーイは第22回有馬記念を最後に競走馬を引退して種牡馬となり、史上3頭目のクラシック三冠馬ミスターシービーをはじめとする重賞勝利産駒を多数輩出し、1992年にテンポイントと同じ蹄葉炎により死亡した。

### 小川による坂路コース建設の訴え
小川は1976年にテンポイントを関東に遠征させた際、日本中央競馬会に獣医から「関東のコースにはゴール前に坂がある。関西にはない坂を走って馬が腰を悪くすることがあるから気をつけるように」と忠告を受けた。実際にテンポイントは東京4歳ステークスで腰を痛めた。小川は東京優駿で7着に敗れた後、新聞記者を集めて「関西馬が関東馬に負けるのは競馬場にも栗東トレーニングセンターにも坂がないからだ 」、「栗東トレセンの調教コースに坂を作らなければ関東馬にかなわない」とコメントし、栗東トレーニングセンターに上り勾配をつけるよう働きかけてくれと涙ながらに訴えた。この発言を受けて同年秋に栗東トレーニングセンター内の調教コースの一つ（Eコース）に勾配がつけられたほか、坂路コースを建設する気運が高まり、1985年に完成した。1990年代になると中央競馬では1970年代とは逆に「西高東低」の構図が定着し、その原因のひとつに美浦トレーニングセンターに坂路コースがないことが挙げられるようになった。このことについて競馬評論家の大川慶次郎は、「関西の時代を作る源となったのは、小川調教師とテンポイントだった」と評した。

### 杉本清による実況
関西テレビのアナウンサー（当時）で競馬実況を主に担当していた杉本清は、阪神3歳ステークスにおいて「見てくれこの脚！これが関西の期待テンポイントだ！」という実況を行った。テンポイントへの個人的な肩入れを実況するスタイル（自らの主観を実況に反映させていたことは杉本自身も認めている）は競馬ファンに強い印象を残した。テンポイントが杉本に与えた影響は大きく、杉本自身「テンポイントがいたから今の杉本清がある」と述べている。杉本によると、阪神3歳ステークスで残した実況が1975年に『さらばハイセイコー』をリリースしたポリドール・レコードの同曲担当スタッフから注目され、杉本を歌手としてテンポイントの音楽レコード制作を企画した。しかし杉本の歌唱力が低かったために歌い手は新人歌手の菖蒲正則に変更された。このレコードは 1976年に『君よ走れ－テンポイント賛歌－』というタイトルで発売された。
テンポイント生涯最後のレースとなった1978年の日経新春杯で関西テレビの実況を担当していたのも杉本だった。レース前には「あたかもテンポイントの門出を祝うかのように、粉雪が舞っている京都競馬場です」と実況し、異変の直後は「ああっと、テンポイントちょっとおかしいぞ、あっとテンポイントおかしい、おかしいおかしい！」「これはどうしたことか、これはどうしたことか、故障か、故障か！テンポイントは競走を中止した感じ、これはえらいこと、これはえらいことになりました」とその衝撃の大きさを伝え、鹿戸が下馬した後には「なんとしても無事でと、なんとしても無事でと願っていた、願っていたお客さんの気持ち、もう‥通じません」「なんともこれはまた、テンポイント故障だ。なんとも言葉がありません…」と無念に満ちた言葉を残した。杉本はテンポイントの骨折後に厩務員の山田幸守が馬場を必死に駆けていく姿を見て言葉が続かなくなってしまったと述べている。
杉本が競馬中継を勇退する年に最後に実況した日経新春杯では「あの日と同じ小雪が舞う淀。」「あの日と同じ勝負服。」などテンポイント最後のレースを彷彿させるような言葉を使っている。

## 血統

### 血統背景
父のコントライト、母のワカクモについてはそれぞれの項目を参照。ファミリーラインは下総御料牧場の基礎輸入牝馬の一頭である星若 (Ima Baby) を起点とする由緒あるもので、3代母・月丘（エレギヤラトマス）は帝室御賞典など13勝を挙げた。テンポイントは「スピードを母方から、スタミナは父方から受け継いだ」とされている。
祖母・クモワカと母ワカクモは共に競走馬として11勝を挙げた。テンポイントの勝利数も11であった事実から、11勝はクモワカの一族にまつわる特異な数字として語られることがある。全弟のキングスポイントはテンポイントと同じく小川佐助厩舎に入厩し、厩務員も同じく山田幸守が担当したが、中山大障害（春）のレース中に故障し、さらにそこからテンポイントの死因となった蹄葉炎を発症したことで亡くなった。

### 血統表
| テンポイントの血統                  | テンポイントの血統                              | テンポイントの血統                 | （血統表の出典）                   | （血統表の出典） |
| 父系                                | ネヴァーセイダイ系（ナスルーラ系）              | ネヴァーセイダイ系（ナスルーラ系） | ネヴァーセイダイ系（ナスルーラ系） | [ § 2 ]          |
| 父 *コントライト Contrite 1968 鹿毛 | 父の父Never Say Die 1951 栗毛                   | Nasrullah                          | Nearco                             | Nearco           |
| 父 *コントライト Contrite 1968 鹿毛 | 父の父Never Say Die 1951 栗毛                   | Nasrullah                          | Mumtaz Begum                       |                  |
| 父 *コントライト Contrite 1968 鹿毛 | 父の父Never Say Die 1951 栗毛                   | Singing Grass                      | War Admiral                        | War Admiral      |
| 父 *コントライト Contrite 1968 鹿毛 | 父の父Never Say Die 1951 栗毛                   | Singing Grass                      | Borealle                           |                  |
| 父 *コントライト Contrite 1968 鹿毛 | 父の母Penitence 1961 黒鹿毛                     | Petition                           | Fair Trial                         | Fair Trial       |
| 父 *コントライト Contrite 1968 鹿毛 | 父の母Penitence 1961 黒鹿毛                     | Petition                           | Art Paper                          |                  |
| 父 *コントライト Contrite 1968 鹿毛 | 父の母Penitence 1961 黒鹿毛                     | Bootless                           | The Cobbler                        | The Cobbler      |
| 父 *コントライト Contrite 1968 鹿毛 | 父の母Penitence 1961 黒鹿毛                     | Bootless                           | Careless Nora                      |                  |
| 母 ワカクモ 1963 鹿毛               | 母の父*カバーラップ二世 Cover Up II 1952 黒鹿毛 | Cover Up                           | Alibhai                            | Alibhai          |
| 母 ワカクモ 1963 鹿毛               | 母の父*カバーラップ二世 Cover Up II 1952 黒鹿毛 | Cover Up                           | Bel Amour                          |                  |
| 母 ワカクモ 1963 鹿毛               | 母の父*カバーラップ二世 Cover Up II 1952 黒鹿毛 | Betty Martin                       | Hollyrood                          | Hollyrood        |
| 母 ワカクモ 1963 鹿毛               | 母の父*カバーラップ二世 Cover Up II 1952 黒鹿毛 | Betty Martin                       | Rhoda F.                           |                  |
| 母 ワカクモ 1963 鹿毛               | 母の母丘高 1948 鹿毛                            | *セフト Theft                      | Tetratema                          | Tetratema        |
| 母 ワカクモ 1963 鹿毛               | 母の母丘高 1948 鹿毛                            | *セフト Theft                      | Voleuse                            |                  |
| 母 ワカクモ 1963 鹿毛               | 母の母丘高 1948 鹿毛                            | 月丘                               | Sir Gallahad                       | Sir Gallahad     |
| 母 ワカクモ 1963 鹿毛               | 母の母丘高 1948 鹿毛                            | 月丘                               | *星若                              |                  |
| 5代内の近親交配                     | なし                                            | なし                               | なし                               | [ § 3 ]          |
| 出典                                | 1. 2. 3.                                        | 1. 2. 3.                           | 1. 2. 3.                           | 1. 2. 3.         |

### 近親
- 全弟 - キングスポイント（中山大障害（春）、中山大障害（秋）、阪神障害ステークス（秋）優勝、阪神障害ステークス（春）2勝。1982年優駿賞最優秀障害馬）
- 甥 - ワカオライデン（朝日チャレンジカップ、白山大賞典、東海菊花賞、名古屋大賞典優勝）
- 姉オキワカの孫 - フジヤマケンザン（香港国際カップ、中山記念、金鯱賞、中日新聞杯優勝）
- 妹イチワカの玄孫 - ハルサンサン（TCK女王盃優勝）
- 祖母丘高（クモワカ）の曽孫 - ダイアナソロン （桜花賞、サファイヤステークス優勝）
- 3代母月丘（エレギヤラトマス）の曽孫 - テイトオー（東京優駿優勝）

## 関連作品
- 書籍
  - 志摩直人『テンポイント 栄光の記録』駸々堂、1978年。
  - 冨田昭『テンポイント秘話』報知新聞社、1978年。
  - 吉川良・今井壽惠『テンポイント』中央競馬ピーアール・センター〈優駿BOOKS〉、1991年。
  - 山田雅人『我が流星の貴公子テンポイント』ゼスト、1997年。ISBN 4916090721。
  - 山田雅人『証言集テンポイントの思い出』アスベクト、1998年。ISBN 475720017X。
  - 平岡泰博『流星の貴公子 テンポイントの生涯』集英社〈集英社新書〉、2005年。ISBN 4087202933。
- 映像
  - 『不滅の名馬テンポイント』（VHSビデオ ポニーキャニオン、1983年）ASIN B00005IKPM
  - 『もし朝が来たら - テンポイント物語』（VHSビデオ ソニー・ミュージックエンタテインメント、1991年）ASIN B00005GAE7
  - 『トウショウボーイ・テンポイント・グリーングラス』（VHSビデオ ソニー・ミュージックエンタテインメント、1992年）ASIN B00005GAEF
  - 『悲運の貴公子テンポイント』（VHSビデオ ポニーキャニオン、1992年）ASIN B00005FULL
- 音楽
  - 菖蒲正則、杉本清『君よ走れ -テンポイント讃歌-/テンポイント物語』（LPレコード）（作詞:村井愛人、作曲:筒井理、編曲:京健輔、歌:菖蒲芳則（君よ走れ -テンポイント讃歌-）/詩:志摩直人、朗読:杉本清（テンポイント物語）） ポリドール・レコード、1976年
  - 伊勢功一『泣くなテンポイント/走れテンポイント』（LPレコード） キングレコード、1978年
  - デューク・エイセス『あゝテンポイント』（LPレコード）東芝EMI、1978年